# Сан Ђакомо (Салерно)
Сан Ђакомо је насеље у Италији у округу Салерно, региону Кампанија.
Према процени из 2011. у насељу је живело 215 становника. Насеље се налази на надморској висини од 547 м.